# Zielonki-Wieś
Zielonki-Wieś – wieś w Polsce położona w województwie mazowieckim, w powiecie warszawskim zachodnim, w gminie Stare Babice. Ma status sołectwa.
W latach 1975–1998 miejscowość administracyjnie należała do województwa warszawskiego.
Zielonki-Wieś powstała m.in. po parcelacji majątku Zielonki i obecnie funkcjonują dwie wsie Zielonki-Parcela i Zielonki Wieś, gdzie w pierwszej z nich znalazły się obiekty zabytkowe.
Wieś ulicówka przy drodze wojewódzkiej nr 580 z Warszawy przez Leszno do Żelazowej Woli i Sochaczewa, nazywanej dawniej Traktem Królewskim. We wsi nieliczne już domy z przełomu XIX/XX wieku, wypierane przez współczesne budownictwo podmiejskie.
We wsi znajdują się sklepy – część z nich zlokalizowana jest w pobliżu skrzyżowania z drogą do Lipkowa, w zabudowaniach po PGR.